# オレグ・センツォフ
オレグ・センツォフ（Оле́г Генна́дійович Сенцо́в, Oleg Sentsov, 1976年7月13日 - ）は、ウクライナの映画監督、作家、活動家、軍人。シンフェロポリ生まれ。2014年クリミア危機でクリミア併合に反対し、ロシアに拘束された政治犯として知られる。2018年に欧州議会のサハロフ賞を受賞し、2019年にロシア・ウクライナ間の捕虜交換で釈放された。2022年のロシアのウクライナ侵攻以降はウクライナ領土防衛隊および第47独立機械化旅団の一員として従軍している。

## 経歴

### 初期の人生と映画キャリア
センツォフは1976年7月13日、ウクライナ・ソビエト社会主義共和国のクリミア州シンフェロポリで生まれ、ロシア系の家系に育った。1993年から1998年までキーウ国立経済大学で経済学を学んだ。2008年に短編映画『A Perfect Day for Bananafish』、2009年に『The Horn of a Bull』を制作し、2011年に初の長編映画『Gamer』を監督。この作品はロッテルダム国際映画祭で上映され、高い評価を受けた。
2014年、センツォフは次作『Rhino』の撮影を準備していたが、オートマイダンやユーロマイダン運動への参加により延期された。2014年クリミア危機では、クリミアのウクライナ軍基地に食料や物資を届ける支援活動を行った。

### ロシアによる拘束
2014年5月11日、センツォフはクリミア併合に反対する活動を理由に、ロシア連邦保安庁によりシンフェロポリで逮捕された。彼はゲンナディ・アファナシエフ、アレクセイ・チルニイ、オレクサンドル・コルチェンコとともに、シンフェロポリ、ヤルタ、セヴァストポリでのテロ攻撃を計画したとして起訴された。ロシア検察はセンツォフが右派セクターのメンバーであると主張したが、センツォフと右派セクターはこれを否定した。
センツォフは逮捕後、モスクワのレフォルトヴォ刑務所に勾留され、拷問や性的暴行の脅迫を受けたことを訴えたが、ロシア当局はこれを否定した。2015年7月21日、ロストフ・ナ・ドヌの軍事法廷で裁判が始まり、主要証人のアファナシエフが証言を拷問によるものとして撤回した。それでも、2015年8月25日、センツォフはテロ罪で禁錮20年の判決を受けた。
2018年5月14日、センツォフはロシアに拘束された全てのウクライナ政治犯の釈放を求めてハンガーストライキを開始。同年8月21日、ウクライナPENは市民自由センターと共同で、キーウのロシア大使館近くでハンガーストライキ100日目の支援集会を開催した。また、ウクライナPENはセンツォフの短編集『人生』を英語、ドイツ語、ポーランド語に翻訳するプロジェクトを主催し、彼の文学作品の国際的発信を支援した。145日後の10月5日、健康悪化と強制給餌の脅威によりハンガーストライキを終了した。
2019年9月7日、ロシア・ウクライナ間の捕虜交換により釈放され、キーウに帰還した。帰国後、ウォロディミル・ゼレンスキー大統領に迎えられ、家族と再会した。

### 2022年ロシアのウクライナ侵攻
2022年2月のロシアのウクライナ侵攻開始後、センツォフはウクライナ領土防衛隊に加入し、キエフ攻勢でNLAWを使用してロシア戦車を破壊した。その後、バフムートの戦い、バラクリヤの戦い、クピャンスクの戦い、2023年ザポリージャ攻勢、アヴディーイウカの戦いに参加。2023年6月に少尉に昇進し、第47独立機械化旅団の突撃中隊司令官として2024年8月クルスク州侵攻にも参加した。2023年7月、ザポリージャ戦線で軽傷を負った。
センツォフは、クリミアにウクライナの国旗を掲げることを目標に戦っていると述べている。

## 国際的支援
センツォフの拘束は国際社会で強い反響を呼び、アムネスティ・インターナショナルや欧州映画アカデミーは裁判を「見せしめ裁判」と批判した。欧州連合、アメリカ合衆国、フェデリカ・モゲリーニEU外務・安全保障政策上級代表らは、国際法違反としてセンツォフの即時釈放を求めた。
2018年、フランスのエマニュエル・マクロン大統領がウラジーミル・プーチン大統領に解放を要請し、ジャン・リュック・ゴダールらがル・モンド紙で公開書簡を発表した。欧州映画アカデミーのアグニェシュカ・ホランド、ケン・ローチ、マイク・リー、ペドロ・アルモドバルらは、2014年にロシア当局に対し、センツォフへの容疑取り下げと拷問疑惑の調査を求める書簡に署名した。
欧州議会は2018年にセンツォフにサハロフ賞を授与し、プーチン政権への批判を表明した。同年9月、パリ市はセンツォフに名誉市民の称号を授与した。

## 作品

### 映画
| 種類             | 年   | 作品                                           | 監督                           | 脚本                           | 製作                           | 俳優/役                        | 備考                                                   |
| ---------------- | ---- | ---------------------------------------------- | ------------------------------ | ------------------------------ | ------------------------------ | ------------------------------ | ------------------------------------------------------ |
| 長編映画         | 2011 | Gamer                                          | Green tick                     | Green tick                     | Green tick                     | →[[n:{{{1}}}\|ウィキニュース]] | ロシア語                                               |
| ドキュメンタリー | 2017 | The Trial: The State of Russia vs Oleg Sentsov | →[[n:{{{1}}}\|ウィキニュース]] | →[[n:{{{1}}}\|ウィキニュース]] | →[[n:{{{1}}}\|ウィキニュース]] | カメオ出演                     | ロシア語、ウクライナ語、英語。アスコルド・クーロフ監督 |
| 長編映画         | 2019 | Numbers (film)                                 | Green tick                     | Green tick                     | →[[n:{{{1}}}\|ウィキニュース]] | →[[n:{{{1}}}\|ウィキニュース]] | アフテム・セイタブラエフと共同監督                     |
| 長編映画         | 2021 | Rhino                                          | Green tick                     | Green tick                     | Green tick                     | →[[n:{{{1}}}\|ウィキニュース]] | 第78回ヴェネツィア国際映画祭オリゾンティ部門ノミネート |
| ドキュメンタリー | 2024 | Real                                           | Green tick                     | →[[n:{{{1}}}\|ウィキニュース]] | →[[n:{{{1}}}\|ウィキニュース]] | →[[n:{{{1}}}\|ウィキニュース]] | カルロヴィ・ヴァリ国際映画祭でプレミア上映             |

### 書籍
- 非フィクション散文
  - 『Купите книгу — она смешная』（「本を買って、面白いよ」、2014年）
  - 『Рассказы』（「物語」、2015年、キーウ：Laurus）
  - 『Life Went on Anyway』（2019年、Deep Vellum）
- 劇作
  - 『Номера』（Numbers）

## 受賞歴
- 勇気のための勲章 3等（2014年8月23日）[24]
- 勇気のための勲章 1等（2015年9月24日） – ウクライナの憲法上の権利と自由、国家的統合の擁護における勇気と献身[25]
- シェウチェンコ・ウクライナ国家賞（2016年、2019年授与） – 『Gamer』および『Rhino』[26]
- サハロフ賞（2018年）[22]
- 欧州記憶と良心プラットフォーム賞（2018年11月14日）[27]
- セルゲイ・マグニツキー国際調査ジャーナリズム・人権賞（2018年11月16日、2019年11月14日授与）[28]
- Pro Dignitate Humana賞（2018年10月23日）[29]
- グダニスク芸術連帯フェスティバル ネプチューン賞（2019年8月23日）[30]
- クラクフ スタニスワフ・ヴィンチェンツ市賞（2020年）[31]
- レジオンドヌール勲章（2023年7月14日、キーウの聖ソフィア大聖堂で授与）[2]

## 私生活
センツォフは2016年に最初の妻アッラと離婚し、2人の子を姉が育てた。2020年、ジャーナリストのユリア・バビッチとの間に次女が生まれたが、妊娠中に関係を解消し、バビッチが単独で子育てしている。
2022年7月5日、ユーロマイダンSOSの活動家でRidgely Walshのシニアディレクター、ヴェロニカ・ヴェルチと結婚。2022年12月、ヴェルチとの間に次男（4人目の子）が誕生した。